# DB Class 151
A Class 151 é uma locomotiva elétrica para carga pesada construída para a Ferrovias Federais Alemãs entre 1972-1978. Foram construídas para substituir as antigas locomotivas DB Class 150, que demandou um requerimento adicional para que o novo tipo tivesse uma velocidade máxima de 120 km/h (74,6 mph).

## Produção
Em 21 de novembro de 1972 a primeira locomotiva, 151001 pela AEG e Krupp. Ela foi seguida por 11 outras locomotivas piloto que tiverem extensivos testes antes da encomenda principal ser construída. Ao todo foram encomendadas 170 unidades do modelo, que foram baseados primeiro em Hagen e Nuremberga.